# Anne-Marie Duff
Pour les articles homonymes, voir Duff.
Anne-Marie Duff [ænməˈɹiː dʌf] est une actrice anglaise, née le 8 octobre 1970 à Chiswick (Royaume-Uni).

## Biographie
Anne-Marie Duff naît le 8 octobre 1970, elle est la plus jeune d'une famille de deux enfants issus de l'immigration irlandaise. Son père est peintre-décorateur originaire du Comté de Meath et sa mère est vendeuse dans un magasin de chaussures et originaire de Comté de Donegal .

### Vie privée
En 2006, elle a épousé l'acteur écossais James McAvoy. Leur fils Brendan McAvoy est né en 2010. Le 13 mai 2016, ils ont annoncé leur divorce après plus de 9 ans de mariage.

### Activités publiques et engagements
En 2007, elle est l'une des neuf célébrités féminines à participer à l'émission What's it going to take? (en) (Jusqu’où faut-il aller?), une campagne de sensibilisation à la violence domestique au Royaume-Uni.

## Carrière
Duff a été nommée pour le prix Laurence Olivier Awards en 2000, mais la première attention du public a été attirée sur le rôle de Fiona Gallagher dans la série Shameless sur Channel 4, et son interprétation de la reine Élisabeth Ire dans la luxueuse mini-série britannique The Virgin Queen (2005), aux côtés de Tom Hardy, Emilia Fox et Sienna Guillory. Elle a également joué Julia Stanley, la mère de John Lennon, dans Nowhere Boy. Dans le film biographique sur les dernières années de Léon Tolstoï, Tolstoï, le dernier automne, elle joue le rôle de sa fidèle fille Sasha.

## Filmographie

### Cinéma
- 2001 : Enigma de Michael Apted : Kay
- 2002 : The Magdalene Sisters (Les Sœurs Madeleine) de Peter Mullan : Margaret
- 2006 : Chronique d'un scandale (Notes on a Scandal) de Richard Eyre : Annabel
- 2007 : Garage de Lenny Abrahamson : Carmel
- 2007 : The Waiting Room de Roger Goldby : Anna
- 2008 : Is Anybody There ? de John Crowley : La mère
- 2008 : French Film de Jackie Oudney : Sophie
- 2010 : Nowhere Boy de Sam Taylor-Wood : Julia, la mère de John Lennon
- 2010 : Tolstoï, le dernier automne (The Last Station) de Michael Hoffman : Sasha Tolstoï
- 2012 : Sanctuary de Norah McGettigan : Maire
- 2013 : Closed Circuit de John Crowley : Melissa
- 2014 : Avant d'aller dormir (Before I Go to Sleep) de Rowan Joffé : Claire
- 2015 : Les Suffragettes (Suffragette) de Sarah Gavron : Violet Miller
- 2015 : Molly Moon et le livre magique de l'hypnose (Molly Moon and the Incredible Book of Hypnotism) de Christopher N. Rowley : Lucy Logan
- 2017 : Sur la plage de Chesil (On Chesil Beach) de Dominic Cooke : Marjorie Mayhew

### Télévision

#### Séries télévisées
- 1997 : Scotland Yard, crimes sur la Tamise (Trial & Retribution) : Cathy Gillingham
- 1998 : Amongst Women : Sheila
- 1999 : Aristocrats : Louisa
- 2001 : The Way We Live Now : Georgiana Longestaffe
- 2002 : Wild West : Holly
- 2002 : Holby City : Alison McCarthy
- 2002 : Docteur Jivago (Doctor Zhivago) : Olya Demina
- 2003 : Charles II : The Power & the Passion : Minette
- 2004 - 2005 / 2013 : Shameless : Fiona Gallagher
- 2005 : The Virgin Queen : Reine Élisabeth Ire d'Angleterre
- 2012 : Parade's End : Edith Duchemin
- 2012 : Accused : Mo Murray
- 2015 : From Darkness : Agent Claire Church
- 2016 : Murder : DCI Goss
- 2018 : La colline aux lapins : Hyzenthlay (voix)
- 2019 : His Dark Materials : À la croisée des mondes (His Dark Materials) : Ma Costa
- 2020 : Affaire Skripal : l'espion empoisonné (The Salisbury Poisonings) : Tracy Daszkiewicz
- 2020 - 2021 : Sex Education : Erin Wiley
- 2022 : Bad Sisters : Grace Williams

#### Téléfilms
- 2002 : Sinners d'Aisling Walsh : Anne Marie / Theresa
- 2006 : Born Equal de Dominic Savage : Michelle
- 2007 : The History of Mr Polly de Gillies MacKinnon : Miriam Larkins
- 2009 : Margot d'Otto Bathurst : Margot Fonteyn

## Récompenses et nominations

### Récompenses
- British Independent Film Awards 2009 : Meilleure actrice dans un second rôle pour Nowhere Boy
- 2010 : Prix de la meilleure actrice au Festival international des jeunes réalisateurs de Saint-Jean-de-Luz pour Nowhere Boy

### Nominations
| Year | Award                                | Category                                               | Nominated work         | Result     |
| ---- | ------------------------------------ | ------------------------------------------------------ | ---------------------- | ---------- |
| 2004 | Irish Film and Television Awards     | Meilleure actrice dans un drame TV                     | Shameless              | Lauréat    |
| 2005 | Irish Film and Television Awards     | Meilleure actrice dans un drame TV                     | Shameless              | Nomination |
| 2005 | Broadcasting Press Guild             | Meilleure actrice                                      | Shameless              | Lauréat    |
| 2005 | British Academy Television Awards    | Meilleure actrice                                      | Shameless              | Nomination |
| 2006 | Royal Television Society             | Meilleure actrice                                      | Shameless              | Lauréat    |
| 2007 | British Academy Television Awards    | Meilleure actrice                                      | The Virgin Queen       | Nomination |
| 2007 | Evening Standard Theatre Awards      | Meilleure actrice                                      | Sainte Jeanne          | Lauréat    |
| 2007 | Irish Film and Television Awards     | Meilleure actrice dans un premier role à la TV         | The Virgin Queen       | Nomination |
| 2008 | Laurence Olivier Awards              | Meilleure actrice dans un second role                  | Collected Stories      | Nomination |
| 2008 | Laurence Olivier Awards              | Meilleure actrice                                      | Sainte Jeanne          | Nomination |
| 2008 | BAFTA Cymru                          | Meilleure actrice                                      | L'Histoire de M. Polly | Lauréat    |
| 2008 | Irish Film and Television Awards     | Meilleure actrice dans un second role                  | Garage                 | Nomination |
| 2010 | Evening Standard British Film Awards | Meilleure actrice                                      | Nowhere Boy            | Lauréat    |
| 2010 | BIFA Award                           | Meilleure actrice dans un second role                  | Nowhere Boy            | Lauréat    |
| 2010 | London Film Critics' Circle Award    | Meilleure actrice britannique dans un second role      | Nowhere Boy            | Lauréat    |
| 2010 | BAFTA Award                          | Meilleure actrice dans un second role                  | Nowhere Boy            | Nomination |
| 2010 | Empire Award                         | Meilleure actrice                                      | Nowhere Boy            | Nomination |
| 2010 | Irish Film and Television Awards     | Meilleure actrice dans un second role dans un film     | Nowhere Boy            | Nomination |
| 2010 | Satellite Award                      | Meilleure actrice dans un second role – Motion Picture | Nowhere Boy            | Nomination |
| 2012 | Irish Film and Television Awards     | Meilleure actrice dans un film                         | Sanctuary              | Nomination |
| 2015 | BIFA Award                           | Meilleure actrice dans un second role                  | Les Suffragettes       | Nomination |
| 2019 | Evening Standard Theatre Awards      | Meilleure Performance Musicale                         | Sweet Charity          | Lauréat    |